# Wolfgang Stammler

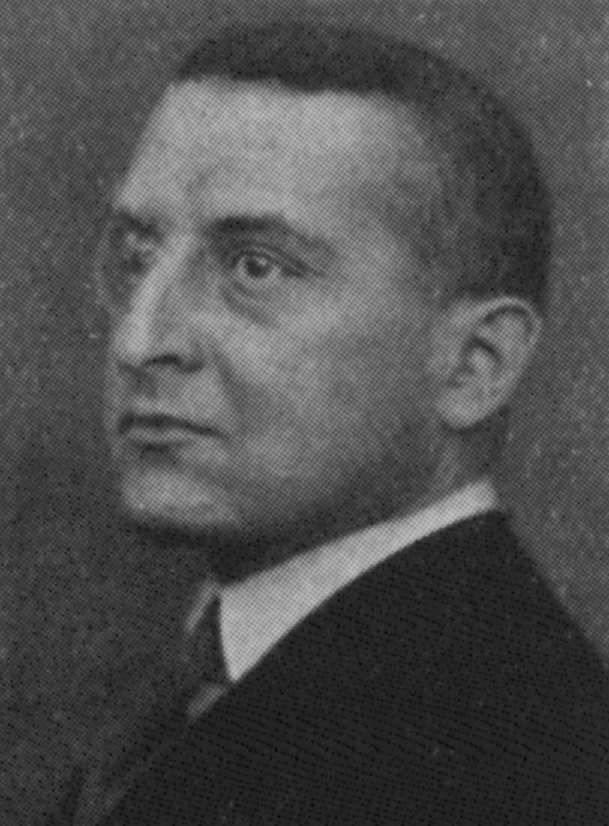
Wolfgang Stammler

Wolfgang Stammler (* 5. Oktober 1886 in Halle (Saale); † 3. August 1965 in Hösbach, Landkreis Aschaffenburg) war ein deutscher Germanist und Literaturhistoriker. Er begründete 1933 das Nachschlagewerk Die deutsche Literatur des Mittelalters. Verfasserlexikon.

## Leben
Wolfgang Stammlers Vater war der deutsche Rechtsphilosoph Rudolf Stammler.
1908 promovierte er an der Universität Halle und wurde 1911 Oberlehrer an der Leibnizschule in Hannover. 1914 wurde er Privatdozent für deutsche Sprache und Literatur an der Technischen Hochschule Hannover. Am Ersten Weltkrieg nahm Stammler als Flieger teil. Wolfgang Stammler war im Jahr 1918 Professor an der Landesuniversität Dorpat, von 1924 bis 1936 an der Universität Greifswald. Er war am 10. Mai 1933 an der Bücherverbrennung in Greifswald beteiligt. Am 15. Oktober 1933 trat Stammler als Rottenführer in die Marine-SA ein. Gegen Ende des Jahres 1936 wurde er zwangsweise in den Ruhestand geschickt. Utz Maas vertrat dazu die Annahme, er sei „politisch diszipliniert“ worden (1996). Joachim Lerchenmüller und Gerd Simon (2009) widersprachen einer solchen Auffassung. Das sei „eindeutig falsch“. Die Erklärung liege vielmehr in der „hoffnungslose(n) Verschuldung aufgrund eines Suchtleidens“, in die unter anderen sein Doktorand Manfred Pechau als Kreditgeber einbezogen gewesen sei. Im Zweiten Weltkrieg war er bei der Luftwaffe in der Presse- und Propagandaabteilung in Norwegen eingesetzt.
Stammler lebte mit Eintritt in den Ruhestand als Privatgelehrter in Berlin, ab 1948 in Hösbach. Von 1951 bis 1957 war er Professor in Freiburg im Üechtland. Er publizierte vor allem zur Literatur des Mittelalters und der Neuzeit. Sein Fach sah er durch die Zeiten noch nach dem Zusammenbruch des Nationalsozialismus und von seinem Schweizer Lehrstuhl aus mit völkischem Zungenschlag als „Wissenschaft vom geistigen Leben des deutschen Volkes“.
Er war Angehöriger der RSC-Corps Holsatia Berlin, Brunsviga, Marchia Greifswald (Ehren-AH), Franco-Guestphalia sowie der SV Die Rodensteiner.

## Ehrungen
- Brüder-Grimm-Preis der Philipps-Universität Marburg 1965
- Verdienstkreuz 1. Klasse des Verdienstordens der BRD 1965[10]

An der Universität Freiburg im Üechtland gab es von 1991 bis 2019 eine Wolfgang-Stammler-Gastprofessur; seither wird sie unter der Bezeichnung Gastprofessur für Germanistische Mediävistik fortgeführt.

## Schriften
- Geibels Werke. Kritisch durchgesehene und erläuterte Ausgabe. 3 Bde., Bibliographisches Institut, Leipzig 1915.
- Geschichte der niederdeutschen Literatur: von den ältesten Zeiten bis auf die Gegenwart. B. G. Teubner, Leipzig 1920.
- Totentänze des Mittelalters. München 1922.
- Die Totentänze (=  Bibliothek der Kunstgeschichte  47). E. A. Seemann, Leipzig 1922.
- Deutsche Literatur vom Naturalismus bis zur Gegenwart, Breslau 1924.
- Reallexikon der deutschen Literaturgeschichte (4 Bde. 1926–1931, mit Paul Merker).
- mit Rudolf Hermann: Apostelgeschichte 27 in nautischer Beleuchtung und die ostdeutsche Bibelübersetzung des Mittelalters. Zu Luthers Lehre vom unfreien Willen, Berlin und Leipzig 1931.
- mit Georg Wolff (Hrsg.): Rudolf Fitzek. Volk an der Grenze. Ein Drama deutscher Minderheit in drei Akten, Breslau 1933.
- Verfasserlexikon – Die deutsche Literatur des Mittelalters (5 Bde. Berlin und Leipzig 1933–1955, Bd. 3–5 hrsg. von Karl Langosch).
- mit Ruth Westermann (Hrsg.): Uns trägt ein Glaube. Verse aus der Deutschen Revolution, Breslau 1934.
- mit Georg Wolff (Hrsg.): Eddalieder – Eddasprüche. Sagen von Helden und Göttern, Breslau um 1934.
- Der Totentanz. Entstehung und Deutung. München 1948.
- (Hrsg.): Gottsuchende Seelen. Prosa und Verse aus der deutschen Mystik des Mittelalters. München 1948.
- Deutsche Philologie im Aufriß. 4 Bände. Berlin 1952–1959; 2. Auflage ebenda 1960; Nachdruck ebenda 1966.
- Kleine Schriften zur Literaturgeschichte des Mittelalters. Erich Schmidt Verlag, Berlin 1953.
- 1925 bis 1965 Mitherausgeber der Zeitschrift für deutsche Philologie.
- 1925 Begründer des Pommerschen Wörterbuchs
- 1928 ff. gemeinsam mit Gustav Braun Herausgeber von Nordische Rundschau. Vierteljahresschrift der Universität Greifswald